# Karol Divín
Karol Emil Divín, rodným příjmením Finster, přezdívaný „Karcsi“ (22. února 1936 Budapešť – 6. dubna 2022) byl československý krasobruslař a krasobruslařský trenér.

## Život
Ke krasobruslení ho přivedl jeho otec Antonín Finster, který jej pak trénoval až do roku 1959, kdy začal v Bratislavě spolupracovat s trenérem Ivanem Mauerem. Jeho matka Irma byla Češka, otec Maďar německého původu. Od roku 1946 vyrůstal v Bratislavě. Rodina žila ve čtvrti Tehelné Pole, kde to měl blízko na všechna sportoviště. Zajímal se o míčové hry, fotbal a tenis. Ovšem otec jej vedl striktně k bruslení; od jeho devíti let ho učil základům krasobruslení a trénoval ho. Od roku 1953 do roku 1956 žila rodina v Praze, kde byl členem ÚDA – v té době tam byly nejlepší tréninkové podmínky. Další dva roky (do roku 1958) byl vojákem základní služby v Dukle Praha. Poté se vrátil do Bratislavy, kde byl členem TJ Slovan Bratislava.
Celé desetiletí od roku 1954 do 1964 patřil mezi evropskou a světovou špičku. V roce 1960 získal stříbro na Zimních olympijských hrách ve Squaw Valley, na ZOH 1956 v Cortině d'Ampezzo byl pátý a na ZOH 1964 v Innsbrucku čtvrtý. Na mistrovství Evropy získal celkem 8 cenných kovů. Dvě zlaté (1958, 1959), 2 stříbrné (1957, 1962) a 4 bronzové (1954, 1955, 1956 a 1964). Na MS 1962 v Praze získal stříbrnou medaili a na poslední soutěži své kariéry, na MS 1964 v Dortmundu, vybojoval bronzovou medaili. Na Mistrovství ČSR 1960 v Praze zvládl ve volné jízdě trojitého rittbergra. Při aklimatizačním tréninku v Popradu si natrhl boční úpon středního sedacího svalu. Stalo se to, když na závěr tréninku předváděl trojitého rittbergra pro televizní štáb. Za této situace musel vynechat mistrovství Evropy v Garmisch-Partenkirchenu, ale poměrně brzy se mohl věnovat alespoň tréninku povinných cviků. Po příslibu funkcionářům, že udělá vše, aby olympijskou soutěž dokončil, odcestoval na ZOH 1960 ve Squaw Valley. Po první části soutěže, povinných cvicích, byl nejlepší. Po dobu pěti minut volné jízdy velmi trpěl, ale svou jízdu dokončil. Nezařadil do ní pouze trojitý rittbergerův skok a nakonec získal stříbrnou medaili. Svoji sportovní dráhu ukončil jako jedenáctinásobný mistr ČSR/ČSSR (1954–1964) v řadě. Stal se z něho úspěšný trenér a po jistou dobu působil i jako rozhodčí při soutěžích profesionálů. Se svou manželkou Mirkou následně žil v Brně.

## Mistrovství světa
- 1962 Praha, Československo stříbro
- 1964 Dortmund, Německo bronz

## Mistrovství Evropy
- 1954 Bolzano, Itálie bronz
- 1955 Budapešť, Maďarsko bronz
- 1956 Paříž, Francie bronz
- 1957 Vídeň, Rakousko stříbro
- 1958 Bratislava, Československo zlato
- 1959 Davos, Švýcarsko zlato
- 1962 Ženeva, Švýcarsko stříbro
- 1964 Grenoble, Francie bronz

## Olympijské hry
- 1960 Squaw Valley, USA stříbro